# Polymixiomorpha
Polymyxiomorpha
Super-ordre
Synonymes
- clade Polymixiacea (préféré par NCBI)[1]

Les Polymixiomorpha, parfois orthographié Polymyxiomorpha, sont un super-ordre de poissons téléostéens.

## Systématique
Le super-ordre des Polymixiomorpha a été créé en 1969 par le zoologiste américain Donn Eric Rosen (1929–1986) et le paléontologue britannique Colin Patterson (1933-1998).

## Liste des ordres
Selon ITIS (8 septembre 2022) :
- ordre des Polymixiiformes Rosen & Patterson, 1969
- ordre † des Ctenothrissiformes Patterson, 1964